# Koránismus
Koránismus (arabsky القرآنية‎, al-Qurʾāniyya) je myšlenkový směr islámu, který odmítá božskou valenci hadíthů a jedinečně ji přisuzuje pouze Koránu.
Koránisté zastávají názor, že náboženští vůdci pokřivili islám, zanesli nauku nepřesnými a chybnými nadbytečnostmi, a islámská věrouka by měla být založena přísně jen na Koránu, čímž se staví proti autoritě veškeré nebo většiny hadíthové literatury i dalších nekoránských zdrojů. Korán (arabsky القرآن 'al-Qurʾān', doslovně: „recitace“) je klíčový náboženský text islámu, který sestává z recitací proroka Muhammada. Muslimové vyznávají, že verše koránu Muhammadovi diktoval anděl Gabriel jako poselství od jediného Boha. Korán – stejně jako islámský zákon – je podle muslimů nestvořený, věčně a neměnně existující u jediného Boha.

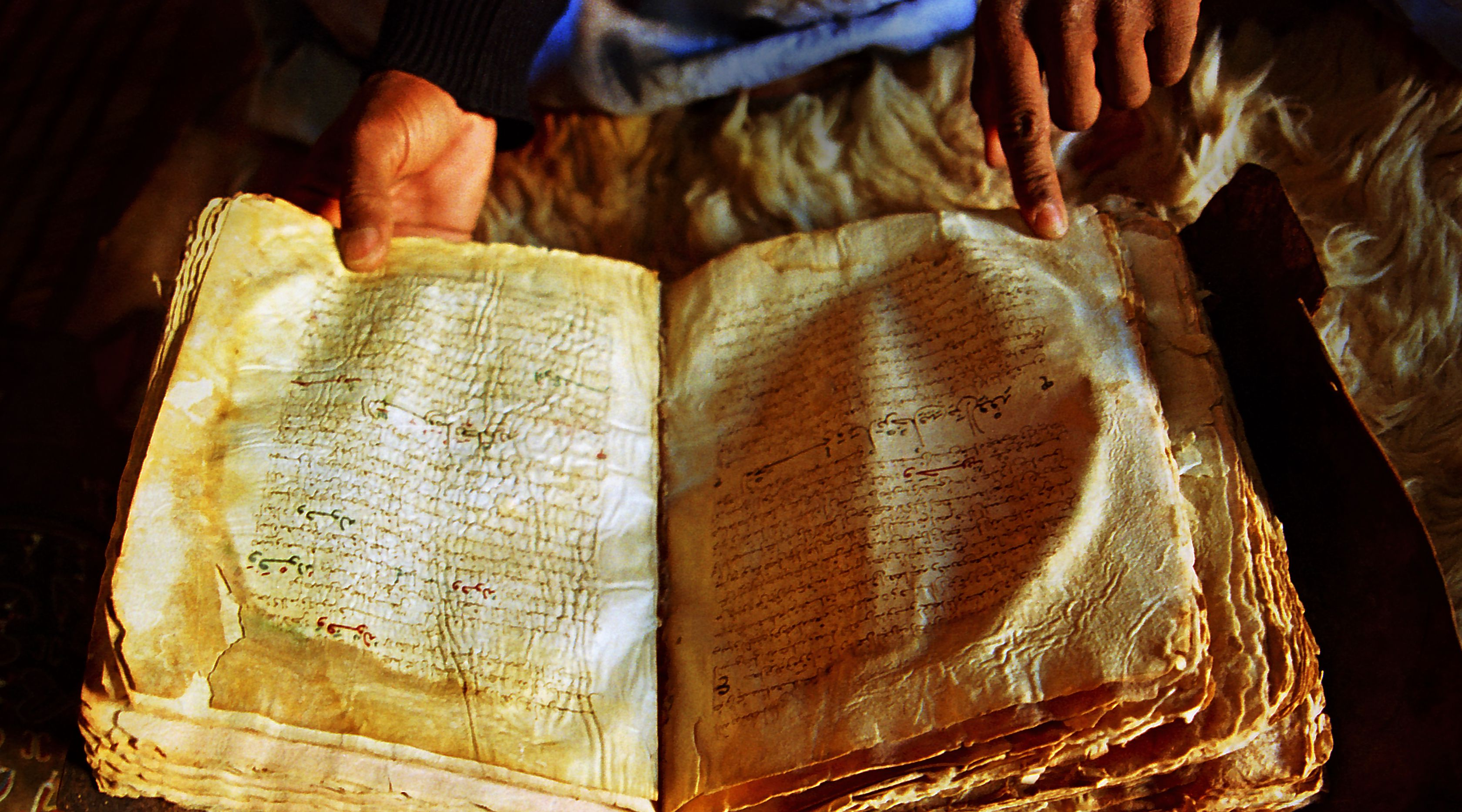
Vzácný historický Korán z 11. století v knihovně v mauretánském Chinguetti

Koránisté se v otázkách víry, právní vědy a legislativy liší od sunnitů a šíitů, kteří berou v potaz hadíthy i názory autorit. Každý směr islámu uznávající hadíthy má svou vlastní odlišnou sbírku hadíthů. Koránisté odmítají všechny sbírky hadíthů a nemají žádné vlastní. Tento metodologický rozdíl vedl ke značným rozdílům mezi koránisty, sunnity a šíity v otázkách teologie a práva, stejně jako v otázkách chápání Koránu.
Koránisté věří, že Korán je jasný, úplný a že mu lze plně porozumět, aniž by se věřící museli uchylovat k hadíthům a sunně.

## Příklady organizací

### United Submitters International
Organizace založená Rashadem Khalifou v USA. Rashad Khalifa, biochemik egyptsko-amerického původu, provedl matematickou analýzu textu Koránu, na základě které dospěl k závěru, že číslo 19 je cosi jako podpis Boží, důkaz autentičnosti koránských veršů. Po krátkém nadšení muslimské komunity byl sunnity odmítnut bez věrohodné argumentace. 31. ledna 1990 byl zavražděn islámským sunnitským fundamentalistou. V jeho těle bylo nalezeno 29 bodných ran. USI vyznává víru v jediného Boha a exkluzivní autoritu Koránu jako Slova Božího.

### Tolu-e Islam
Hnutí vzniklo v Pákistánu, jeho zakladatelem byl Ghulam Ahmad Parwez (1903–1986). Hnutí má pobočku v Kanadě i Dánsku. Odmítají autoritu historických hadíthů a mnohé pasáže Koránu moderně reinterpretují na základě jejich vzájemného výkladu.
Tato větev se vyznačuje argumentační logikou, vědeckým dokazováním struktur víry a tolerantním a otevřeným přístupem k ostatním lidem. Na základě citací z Koránu přísně zakazuje zabití za odpadnutí od víry, mučení, pronásledování a jiné násilí páchané na jinověrcích.